# Noel Ahern
Noel Ahern (né le 28 décembre 1944) est un homme politique irlandais du Fianna Fáil. Il est Teachta Dála (TD) pour la circonscription de Dublin Nord-Ouest de 1992 à 2011. Il est ministre d'État au ministère des Transports, chargé de la sécurité routière de mai 2008 à avril 2009.

## Jeunesse
Né à Drumcondra, Dublin, il fait ses études à la Christian Brothers O'Connell School de Dublin, l'University College Dublin et au College of Commerce de Rathmines. Il travaille comme fonctionnaire au CIÉ avant de devenir homme politique. Ahern est le frère de l'ancien Taoiseach et chef du Fianna Fáil, Bertie Ahern, et le frère cadet de l'ancien Lord-maire de Dublin, Maurice Ahern.

## Carrière politique
Il est élu au conseil municipal de Dublin en 1985. Aux élections générales de 1992, il est élu au Dáil Éireann et est réélu à chaque élection ultérieure jusqu'à sa retraite en 2011.
Entre 1994 et 1997, Ahern est porte-parole de l'opposition pour l'environnement, avec une responsabilité particulière pour le logement. En 1997, il est président du comité multipartite du Dáil de l'Oireachtas sur les affaires sociales, communautaires et familiales. En 2002, il est nommé ministre d'État au ministère de l'Environnement, du Patrimoine et des Gouvernements locaux, chargé du logement et de la rénovation urbaine, et au ministère des Affaires communautaires, rurales et du gaeltacht, chargé de la stratégie antidrogue et des affaires communautaires. Après les élections générales de 2007, il est nommé ministre d'État au ministère des Finances, avec une responsabilité particulière pour les travaux publics.
En mai 2008, après que Brian Cowen soit devenu Taoiseach, il est nommé ministre d'État au ministère des Transports avec une responsabilité particulière pour la sécurité routière. En avril 2009, Ahern démissionne avec tous les ministres junior, à la demande du Taoiseach, et n'est pas reconduit dans ses fonctions.
En janvier 2011, il annonce qu'il ne se présenterait pas aux élections générales de 2011.